# Guardia Lombardi
Guardia Lombardi (IPA: [ˈɡwardia lomˈbardi]; La Uàrdia in dialetto irpino; IPA: [laˈwardja]) è un comune italiano di 1 459 abitanti della provincia di Avellino in Campania.

## Geografia fisica

### Territorio
Situato a 998 metri s.l.m. con un territorio compreso tra i 433 (Valle dell'Ufita) e i 1.024 (Monte Cerreto) metri s.l.m., è il secondo comune più alto della Campania, dopo Trevico. Il paese si estende su una superficie di 55,61 km², ed ha una densità di 28,75 abitanti per km².
Il territorio fa parte della Comunità montana Alta Irpinia. I comuni confinanti sono Andretta, Bisaccia, Carife, Frigento, Morra De Sanctis, Rocca San Felice, Sant'Angelo dei Lombardi, Vallata.
È uno dei paesi colpiti dal violento terremoto dell'Irpinia del 23 novembre 1980.

#### Orografia
Posizionato in affaccio fra la valle dell'Ufita e la valle dell'Ofanto, a nord del monte Cerreto, nell'Irpinia orientale, è circondato da boschi e campagne verdi caratterizzate dalla presenza delle tipiche costruzioni rurali.
Dal campanile della Chiesa Madre e dal monte Cerreto (a pochi metri dalla centrale piazza Vittoria) è possibile scorgere 4 delle 20 regioni italiane (Basilicata, Campania, Molise, Puglia) nonché il mar Adriatico nelle giornate più limpide.

#### Idrografia
Il territorio è ricco di fontane e sorgenti. Una delle più importanti dà origine al fiume Frédane, affluente del Calore Irpino.

### Sismicità
Il territorio comunale di Guardia Lombardi è parte del distretto sismico dell'Irpinia. In occasione del terremoto del 1980 vi furono, nel solo comune di Guardia, 2201 senzatetto (pari al 73% della popolazione dell'epoca) oltre a 17 feriti.
- Classificazione sismica: zona 1 (sismicità alta)[8]

### Clima
Secondo la classificazione dei climi di Köppen, Guardia appartiene alla fascia Csa, ossia al clima temperato delle medie latitudini, tuttavia il suo clima risente dell'altitudine e della posizione orografica. In particolare, l'inverno è piuttosto rigido con frequenti piogge e abbondanti nevicate, spesso causa di disagi che talvolta rendono il paese isolato. La temperatura scende spesso sotto lo zero tra i mesi di novembre e aprile, con punte minime che possono toccare anche i -10 gradi. Nel periodo autunnale sono piuttosto frequenti le nebbie. L'estate risulta abbastanza mite e secca, con punte massime che superano raramente i 30 gradi.
- Classificazione climatica: zona E, 2686 GG
- Diffusività atmosferica: alta, Ibimet CNR 2002

## Origini del nome
Il nome del comune viene fatto risalire dal termine “guarda, garda” che entra nella composizione di molti toponimi. Esso allude all'esistenza di un posto di guardia; poi viene attribuito anche ad una località posta in un sito sopraelevato rispetto al territorio circostante, caratteristica orografica del centro.
La parola deriva dalla voce germanica “warda”, di analogo significato ed attribuibile forse ai Longobardi, per quanto sia probabilmente una formazione gotica.
Una delle prime denominazioni del comune è infatti la latino-medievale Guardia Lombardorum che successivamente mutò in Guardiae de Lombardis (1100-1300), Guardia Longobardorum (1301), Guardialombarda (1400-1600), Guardia Lombarda (1600-1800), Guardia dei Lombardi (prima metà del 1900) e infine Guardia Lombardi. In passato si riteneva che l'etnonimo "Lombardi" fosse comunque riferito ai Longobardi di età alto-medievale, ma oggigiorno si ritiene più probabile che fosse invece riferito a gruppi sopraggiunti in epoca normanna dalla regione storica della Lombardia (così avvenne per i gallo-italici di Basilicata stanziati poco più a sud).

## Storia

### Epoca romana
In base agli studi sulle distanze condotti incrociando la Tavola Peutingeriana, l'Itinerario Antonino e i documenti riguardanti la Via Appia Antica, è stato possibile congetturare che in zona dovesse esistere una mansio (stazione di cambio dei cavalli) denominata sub Romula, la cui localizzazione è però incerta. Secondo certe ipotesi tale mansio traeva il proprio nome da Romulea, un'opulenta città sannitica espugnata e saccheggiata nel 293 a.C. dal console Publio Decio Mure o, secondo un'altra fonte annalistica, dal console Volunnio, e mai più ricostruita. Studi più recenti, come quelli degli studiosi Salmon (sulla base di scavi archeologici) e Werner Johannowsky, ipotizzerebbero che Romulea possa corrispondere all'area archeologica di Carife. In tal caso non sarebbe da escludere che la mansio sub Romula sorgesse a Piano d'Occhio, frazione di Guardia a ridosso del fiume Ufita geograficamente più vicina a Carife, ove sono stati rinvenuti i resti di una villa romana.

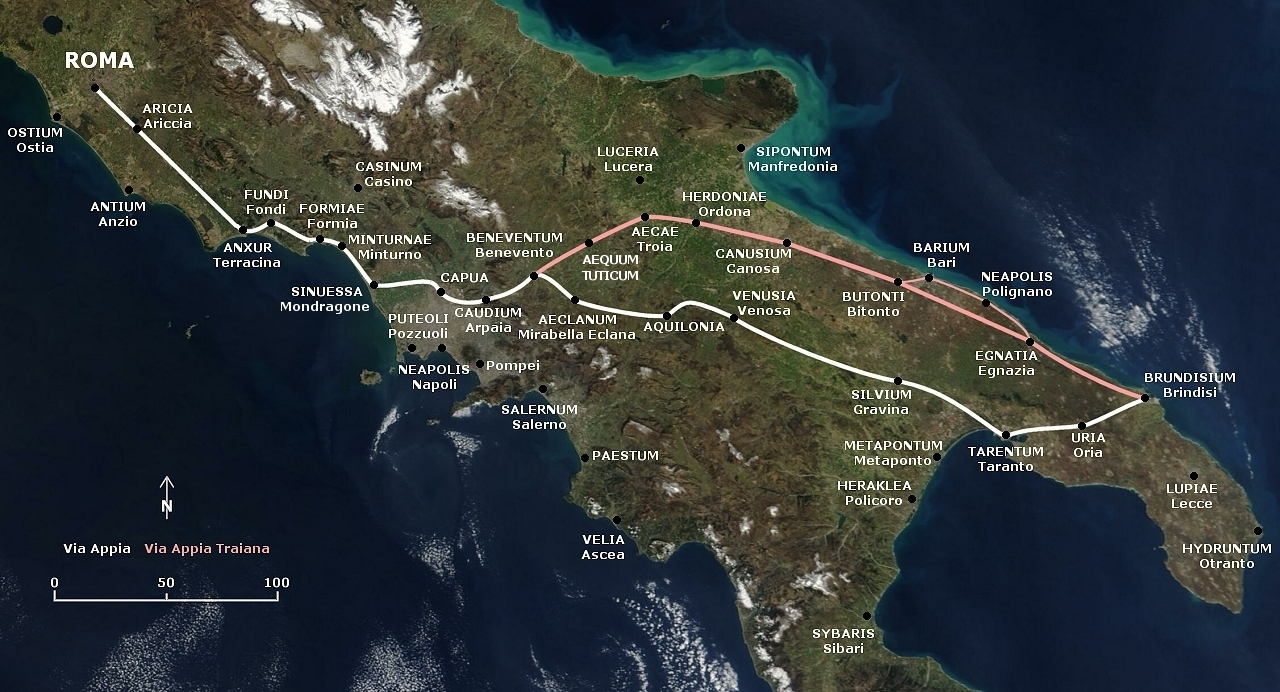
Tracciato delle vie Appia e Traiana.

### Primi insediamenti (571-591)
Per quanto la conformazione orografica di vedetta del sito su cui sorge Guardia lasci immaginare che già i Sanniti (tribù degli Irpini) avessero pensato di edificarlo, soprattutto nel periodo delle guerre sannitiche contro la Repubblica romana (343-290 a.C.), non si hanno tracce concrete di un insediamento così datato, come del resto nemmeno successivamente in età repubblicana e in età imperiale. Dopo la Caduta dell'Impero romano d'Occidente (476), nel periodo di raccordo tra l'epoca antica e il Medioevo definito Tarda antichità, l'Italia intera subì devastazioni da parte dei popoli barbari i quali, venuti dal nord Europa, sconvolsero le terre d'Irpinia portando squallore e miseria.
I Longobardi si stabilirono a Benevento facendone la capitale di un vasto ducato comprendente buona parte del mezzogiorno continentale. Fu in quel periodo, tra il 571 (arrivo dei Longobardi a Benevento con Zottone) e il 591, che essi fondarono Guardia, intuendo nelle caratteristiche geo-morfologiche e orografiche del territorio la possibilità di dare origine ad un efficace posto di avanguardia e difesa.

### Guardia longobarda (591-1076)
I Longobardi, primo popolo barbaro a convertirsi al Cattolicesimo, costituirono delle roccaforti che si rivelarono di vitale importanza per respingere la minaccia araba. Guardia divenne un centro di vitale importanza grazie alla sua posizione: il paese getta lo sguardo sia sull'antica terra saracena che sulla Via Appia Antica che collegava Roma con Brindisi. Fu così che nel 591 i Longobardi, portando a compimento la conquista dell'Irpinia, crearono il Gastaldato di Conza, loro circoscrizione amministrativa. Di esso venne a far parte Guardia, nel bel mezzo della Langobardia Minor, dal momento in cui vi edificarono il Castello per esigenze difensive, in posizione elevata come vedetta, a protezione di Benevento con la funzione di respingere eventuali eserciti provenienti dall'Oriente. Dopo il 774 (caduta di Desiderio per opera di Carlo Magno) il Ducato di Spoleto cadde immediatamente in mano franca, mentre Arechi II assunse il titolo di Principe. Guardia rimase dunque longobarda fino all'arrivo dei Normanni nel 1076.

### Guardia normanna (1076-1197)
I Normanni, guidati da Roberto d'Altavilla detto il Guiscardo (l'Astuto), conquistarono tra il 1076 e il 1079 l'intero Gastaldato di Conza. L'ultimo Gastaldo di Conza, Guido, zio di Gisulfo II di Salerno, oppose invano resistenza. Sotto i Normanni Guardia divenne un feudo governato da un feudatario. I feudatari vincolavano al feudo i contadini, che venivano venduti insieme al feudo (i cosiddetti servi della gleba). Vi erano due tipi di patti agrari tra feudatario e contadino:
1. le concessioni enfiteutiche erano dei patti in cui il contadino riceveva un pezzo di terreno da coltivare e in cambio doveva pagare un canone annuo.
2. il pastinato era invece un altro tipo di patto che differiva dalle concessioni enfiteutiche per il fatto che i contadini pagavano il canone solo se il feudo era pienamente produttivo. Al termine del contratto il feudo veniva diviso tra il proprietario e il coltivatore oppure il contadino riotteneva la concessione alle condizioni pattuite.

A Guardia veniva praticato il pastinato. Esso fece sì che il castello di Guardia divenisse un centro di popolamento intorno al quale sorsero nuove abitazioni, favorendo tra l'altro la diffusione della piccola proprietà contadina.

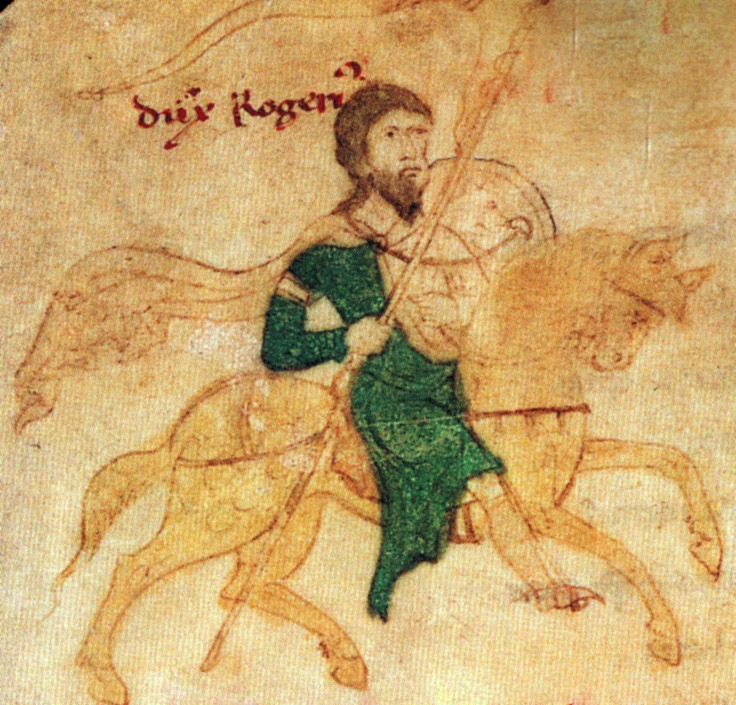
Ruggero II di Sicilia.

I Normanni in genere non alterarono le circoscrizioni longobarde preesistenti e permisero ai feudatari che facevano voto di sottomissione di mantenere il possesso dei loro feudi. Tuttavia in molti casi distrussero i castelli e confiscarono le terre demaniali e di coloro che si erano opposti alla loro trionfale avanzata. Quest'ultimo fu il caso di Guardia: nel 1133 il paese fu distrutto da Ruggero II di Sicilia, detto anche Ruggero il Normanno. Una volta ricostruito, diventò possedimento dei Balvano. In seguito al matrimonio tra la regina dei Normanni Costanza d'Altavilla (figlia postuma di Ruggero II) e l'imperatore Enrico VI le corone di Sicilia e del Sacro Romano Impero vennero unificate nelle mani di un solo Imperatore, il figlio Federico II di Svevia.

### Guardia sveva (1197-1266)
Federico II, uomo straordinariamente colto ed energico, ebbe il merito di diffondere arte e cultura, fondando anche la Scuola siciliana. Nel 1250, anno della sua morte, soggiornò nel castello della vicina Bisaccia, dove soleva recarsi per le sue battute di caccia al falcone sul monte Formicoso, al confine con Guardia, da lui ribattezzato Montesano. Il suo successore fu il figlio Manfredi, che divenne Principe di Taranto e luogotenente del regno di Sicilia, finché non fosse giunto l'erede legittimo, il fratellastro di Manfredi, Corrado IV, che in quel momento era impegnato in Germania. Ereditò una situazione difficile: il Papato continuava a non vedere di buon occhio l'insediamento della casa imperiale di Svevia nel regno di Sicilia, e occupò il regno con un esercito, considerando quel territorio come proprio vassallo. Manfredi, non ritenendosi sicuro di fronte al papa, fuggì in Puglia, a Lucera, ove si trovava la truppa della colonia saracena ivi stanziata da Federico II. Una volta assicuratasi la loro fedeltà, poté arruolare un ingente esercito e muovere guerra all'esercito pontificio, che sconfisse presso Foggia. Il 30 ottobre 1254 combatté, con l'appoggio di migliaia di arcieri saraceni, nella Battaglia di Guardia Lombardi, appartenente alla Contea di Andria, fino ad allora di proprietà del marchese Bertoldo di Hohenburg. Nel 1263 il papa riuscì a convincere Carlo I d'Angiò, fratello del Re Luigi IX di Francia e "senza terra" a prendere Sicilia e Piemonte. Cominciò così il declino degli Svevi, che giunse a compimento il 26 febbraio 1266 nella decisiva Battaglia di Benevento, in cui Manfredi trovò la morte.

### Guardia sotto gli Angioini e gli Aragonesi (1266-1503)
Terminato il periodo svevo si affermarono gli Angioini, che assegnarono il feudo di Guardia a un loro familiare e consigliere: Milone di Galata.
Nel frattempo nel 1282 la Sicilia si era rivoltata (vespri siciliani) e si liberò dal giogo angioino passando agli Aragonesi. Essi si impadronirono in seguito anche del Regno di Napoli, Guardia compresa. Il feudo passò così alla casata Orsini Del Balzo.

### Periodo spagnolo (1503-1707)
Nel 1503 Guardia divenne dominio spagnolo. In questo periodo si passò dai Folliero ai Della Marra, quando nel 1611 si ebbe il passaggio da feudatari a duchi. Il maggiore esponente della casata, Ferrante Della Marra, uomo estremamente colto conosciuto proprio come "Duca della Guardia", aveva rilevato il feudo nel 1607.

### Periodo austriaco (1707-1734)
Nel 1700 scoppiò una guerra di successione che vide antagoniste Spagna e Austria, più altre potenze coinvolte nel conflitto. Nel corso del conflitto la Spagna vide minacciati i suoi possedimenti in Italia. Nel 1707 il principe d'Austria Eugenio inviò il conte Daun a conquistare il regno di Napoli; il viceré spagnolo Ascalona cercò l'aiuto dei nobili, ma ottenne l'aiuto solo del principe di Castiglione e del duca della vicina Bisaccia. Tuttavia gli aiuti si rivelarono insufficienti, e in breve tempo quasi tutto il regno fu sottomesso; solo Gaeta resisteva con tenacia. Il conte Daun riuscì a espugnare anche questa città e la sottopose a saccheggio.
Col Trattato di Utrecht il regno di Napoli passò agli austriaci.
Tra il 1731 e il 1739 l'Austria fu coinvolta nella guerra di successione polacca; nel frattempo il comune veniva gravemente danneggiato dal terremoto dell'Irpinia del 1732, il cui epicentro era situato nella vicina valle dell'Ufita. Nel 1734, con la battaglia di Bitonto, i Regni di Napoli e Sicilia ritornano formalmente indipendenti, dopo oltre due secoli di dominazione politica prima spagnola e poi austriaca. Sul trono di Napoli e Sicilia si insediarono i Borbone.

### Periodo borbonico (1734-1861)
Con la fine della dominazione austriaca Guardia venne inserita nel Principato Ultra del Regno di Napoli.
I duchi erano della famiglia Ruffo di Calabria, il cui esponente Guglielmo Antonio Ruffo I aveva sposato Silvia Della Marra. Nel quadriennio 1743-46 il suo territorio fu soggetto alla giurisdizione del regio consolato di commercio di Ariano.

### Guardia dall'unità d'Italia (1861) a oggi
Nel 1861 Guardia venne annessa al Regno d'Italia. Venne inserita nel terzo distretto di Montefusco. Il titolo e il castello sono rimasti alla famiglia Ruffo di Calabria e l'attuale 8º Duca di Guardia Lombarda è Fulco Ruffo II di Calabria, nipote dell'aviatore e politico Fulco Ruffo di Calabria.
Nel 1930 e nel 1980 Guardia venne gravemente danneggiata da forti terremoti. Nella prima metà del novecento vi fu un'intensa immigrazione verso gli Stati Uniti, dovuta alle misere condizioni della popolazione che andava così a cercare fortuna in America.

### Feudatari di Guardia Lombardi (1130-1607)[29]
- (Normanni, 1130-1239)
  - Famiglia Balvano (Gilberto, Gionata, suffeudo di Roberto di Morra, ..., Raone)[30][31] - 25 dicembre 1130 (istituzione del Regno di Sicilia e conseguente diffusione dei rapporti feudo-vassallatici)
- (Svevi, 1239-1266)
  - Federico II di Svevia - 1239 (per la morte di Raone, ultimo erede dei Balvano, il feudo passa al demanio svevo)[32]
  - Bertoldo di Hohenburg - 124? (per concessione di Federico II nell'ambito della Contea di Andria)[30]
  - Manfredi di Svevia - 125?
- (D'Angiò, 1266-1392)[33]
  - Milone di Galata - 26 febbraio 1266 (consigliere e familiare dei d'Angiò, per la fine del periodo svevo con la morte di Manfredi nella Battaglia di Benevento)
  - Regia Corte dei D'Angiò - 5 giugno 1273 (feudo devoluto da Milone di Galata)[34]
  - Pietro de Campania - 20 gennaio 1284 (investito da Carlo I d'Angiò)
  - Adam de Bruyeres - 21 marzo 1284 (per la morte di Pietro de Campania, milite e familiare di Carlo I d'Angiò)[35]
  - Gerardo de Yvort - 10 maggio 1284 (per la morte di Adam de Bruyeres, investito da Carlo II d'Angiò che divenne Vicario del Regno di Napoli in quanto suo padre Carlo I si recò a Bordeaux per la disfida con Pietro III di Aragona)
  - Carlo II d'Angiò - 25 settembre 1289 (per la reazione dei cittadini di Guardia, che chiesero la revoca dell'infeudazione e il ritorno al regio demanio, in virtù di un privilegio firmato dal sovrano nel 1284)[36]
  - Mattia Gesualdo - 1291 (assegnato da Carlo II d'Angiò appena divenuto Re di Napoli)[37]
  - Goffredo de Janville - 25 febbraio 1296 (per la morte di Mattia Gesualdo)
  - Carlo II d'Angiò - 9 agosto 1296 (per la morte di Goffredo de Janville; ritorno al regio demanio)
  - Roberto d'Angiò - 8 maggio 1309 (per la morte del padre Carlo II)
  - Giovanna I d'Angiò - 16 gennaio 1343 (Regina di Napoli, per la morte del nonno Roberto, già orfana del padre Carlo d'Angiò Duca di Calabria)
  - Ottone IV di Brunswick-Grubenhagen - 12 maggio 1382 (per la morte della moglie Giovanna I)
- (Orsini Del Balzo, 1392-1497)[33]
  - Raimondo Orsini Del Balzo - giugno 1392 (compra il feudo da Ottone IV di Brunswick-Grubenhagen)
  - Maria d'Enghien - 17 gennaio 1406 (morte del marito Raimondo)
  - Regia Camera della Sommaria, Ladislao I di Napoli - 23 aprile 1407 (Ladislao sposò Maria d'Enghien e requisì i possedimenti)
  - Giovanni Zurlo - 28 settembre 1413 (compra il feudo dalla Regia Camera della Sommaria)
  - Salvatore Zurlo - 141? (figlio di Giovanni)[38]
  - Maria d'Enghien e Giovanni Antonio Orsini Del Balzo - 23 agosto 1419 (comprano il feudo dalla famiglia Zurlo, Conti di Sant'Angelo dei Lombardi)
  - Giovanni Antonio Orsini Del Balzo - 4 maggio 1421 (viene eletto Principe di Taranto e diviene contestualmente unico feudatario)
  - Gabriele Orsini Del Balzo - 28 novembre 1431 (feudo donato dal fratello Giovanni Antonio)
  - Maria Donata Orsini Del Balzo - 28 maggio 1454 (per la morte del padre Gabriele)
  - Pirro Del Balzo - 1481 (per la morte della moglie Maria Donata)[39]
  - Isabella Del Balzo - 29 maggio 1482 (figlia di Maria Donata e Pirro Del Balzo)
- (Saraceno, 1497-1528)
  - Sigismondo Saraceno - 1497 (compra il feudo dal Re di Napoli Federico d'Aragona, avuto in dote dalla moglie Isabella Del Balzo)
  - Giovan Camillo Saraceno - 28 aprile 1525 (per la morte del padre Sigismondo)
- (D'Angiò, 1528-1533)
  - Regia Corte dei D'Angiò - 1528 (feudo espropriato ai Saraceno perché sostenitori di Francesco I di Francia nella lotta contro Carlo V (1521-1529))[40]
- (De Rosa, 1533-1542)
  - Alfonso De Rosa - 5 dicembre 1533 (donazione del feudo da parte del viceré di Napoli Filiberto di Chalon)
  - Antonio de Ioanne - 15?? (luogotenente di Alfonso De Rosa)
- (Caracciolo, 1542-1549)
  - Tiberio Caracciolo - 28 giugno 1542 (compra il feudo dai De Rosa per 10000 ducati)
- (Folliero, 1549–1607)
  - Leone Folliero - 1º aprile 1549 (compra il feudo dai Caracciolo)
  - Scipione Folliero - 5 febbraio 1560 (per la morte del padre Leone)
  - Beatrice Folliero - 3 maggio 1563 (per la morte del padre Scipione)
  - Francesca de Lannoy - 15 novembre 1607 (figlia di Beatrice e Carlo di Lannoy, donazione del feudo per un solo giorno da parte della madre Beatrice)

### Duchi di Guardia Lombardi (1607-oggi)[29]
- (Della Marra, 1607-1765)
  - Ferrante Della Marra - 16 novembre 1607 (compra il feudo da Francesca de Lannoy per 49000 ducati, diventando il 6 agosto 1611 il 1º Duca di Guardia Lombardi)
  - Luigi Della Marra - 17 novembre 1629 (donazione del padre Ferrante)
  - Beatrice Della Marra - 18 ottobre 1635 (morte del padre Luigi)
  - Giuseppe Della Marra - 21 luglio 1649 (morte della madre Beatrice)
  - Giovanni Della Marra - 16 settembre 1656 (morte del fratello Giuseppe, che non ebbe alcun figlio)
  - Silvia Della Marra - 9 novembre 1696 (morte del padre Giovanni; sposò Guglielmo Antonio Ruffo I di Calabria)
- (Ruffo di Calabria, 1765-oggi)[41]
  - Fulco Antonio Ruffo I di Calabria - 8 novembre 1765 (morte della madre Silvia Della Marra)
  - Guglielmo Antonio Ruffo II di Calabria - 9 luglio 1770 (donazione del padre Fulco Antonio)
  - Fulco Antonio Ruffo II di Calabria - 17 ottobre 1782 (morte del padre Guglielmo Antonio)
  - Fulco Antonio Giordano Ruffo di Calabria - 9 aprile 1803 (morte del padre Fulco Antonio)
  - Fulco Beniamino Tristano Ruffo I di Calabria - 18 aprile 1852 (morte del padre Fulco Antonio Giordano)
  - Fulco Ruffo di Calabria - 28 aprile 1901 (morte del padre Fulco Beniamino Tristano)
  - Fabrizio Beniamino Ruffo di Calabria - 23 agosto 1946 (morte del padre Fulco)
  - Fulco Ruffo II di Calabria - 11 ottobre 2005 (morte del padre Fabrizio Beniamino; attuale 8º Duca di Guardia Lombardi)

## Monumenti e luoghi d'interesse

### Chiesa Madre
Fu fondata nel 1315 e dedicata alla Madonna delle Grazie. Nella prima fase di costruzione era a pianta a croce greca. Distrutta dal Terremoto del 5 dicembre 1456, fu ricostruita per iniziativa della feudataria Maria Donata Del Balzo. Negli anni successivi avvennero ulteriori modifiche: in effetti nel 1500 vi fu l'aggiunta del campanile.
Con il terremoto dell'Irpinia del 23 novembre 1980 fu nuovamente distrutta e negli anni seguenti fu ristrutturata ed oggi è possibile ammirarla in tutto il suo splendore.

### Fontane

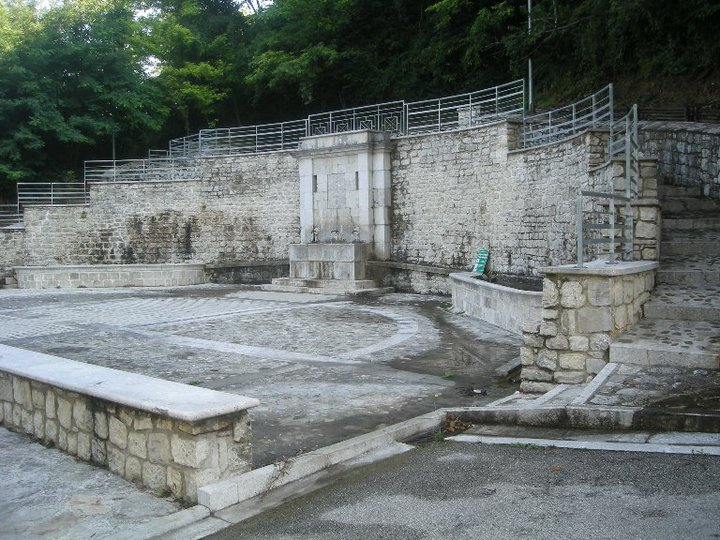
Fontana Beveri

Il territorio è ricco di fontane, alcune di esse monumentali, come la Fontana Beveri, la Fontana Manganelli (con anfiteatro, area pic-nic e area giochi) e la Fontana di Tolla.
Altre fontane sono: San Leone, Matrone, Righiera, San Leonardo, Frassino, Volacchio, Della Calce, Lavagnili, Pietri di Sotto, Dell'Agata, Fontanili, Tonsone. Quest'ultima costituisce la sorgente del fiume Frédane, affluente del fiume Calore Irpino.

#### Fontana Beveri
Sita ai piedi del monte denominato "Mundi" con esposizione Sud - Ovest. È una costruzione monumentale realizzata con grosse lastre e massi di pietra bianca finemente modellati e lavorati a mano.

## Società

### Evoluzione demografica
| Evoluzione storica della popolazione pre-1861 (fuochi) |     |
| 1532                                                   | 151 |
| 1545                                                   | 190 |
| 1561                                                   | 232 |
| 1595                                                   | 349 |
| 1648                                                   | 310 |
| 1669                                                   | 174 |

Abitanti censiti

Guardia è in costante declino demografico, sin dal dopoguerra. Il decennio col calo demografico più sensibile è stato il 1961-1971, quando la popolazione è diminuita di oltre un quarto (27,3%). Nel 2010 il tasso di natalità si è attestato al 3,28‰ (tasso regionale 9,9‰; tasso nazionale 9,3‰), i nati sono stati 7 e i morti 39, con un saldo naturale di -32 (-1,75% annuo sugli abitanti totali).

### Etnie e minoranze straniere
Al 1° gennaio 2024 risultano residenti nel territorio di Guardia Lombardi 78 cittadini stranieri, pari al 5,2% della popolazione comunale, di 14 etnìe diverse. La nazionalità più rappresentata è quella bulgara che conta 30 residenti.

### Tradizioni e folclore
- 19 marzo - Falò di San Giuseppe[49]
- agosto - Rievocazione storica Tant'anni fa[50]

## Cultura

### Biblioteche
- Biblioteca Comunale Associata UNLA, fondata nel 1982 dallo storico guardiese Salvatore Boniello, è co-promotrice di alcuni eventi culturali come Le strade della poesia[51] e Paese Mio.

### Musei
- Museo delle Tecnologie, della Cultura e della Civiltà Contadina dell'Alta Irpinia, fondato nel 1981 dallo storico guardiese Salvatore Boniello, e nel 2021 a lui intitolato, ospita un migliaio di oggetti e attrezzi di lavoro tipici della civiltà contadina locale dal Medioevo al XX secolo, oltre a numerosi utensili di uso comune, dall'aratro alla prima macchina da scrivere acquistata dal comune. Vi sono allestite fedeli ricostruzioni di ambienti rurali e municipali, al fine di rappresentare e ripercorrere la vita rurale e culturale di una volta. Tra le altre sale tematiche meritano menzione la mostra fotografica sui costumi tipici, la collezione di stemmi gentilizi, i giochi e lavori femminili di tessitura e ricamo, i mestieri maschili del fabbro, del falegname e del medico.[52][53]

### Cucina
- Acqua sàla (pane condito con aglio, olio, peperoncino e acqua bollita)
- Baccalà a la përtëcarégna (baccalà fritto con aglio, olio e peperoncino)
- Baccalà 'nëzërëpëlàtu (palline di pastella fritta ripiene di baccalà)
- Cauzunciéddri (ravioli)
- Cicalùcculi (cavatelli)
- Cìngulë e foglië (cavatelli e foglie di broccoli)
- Criscëpèll' (pasta sfoglia fritta e condita con miele; dolce solitamente preparato in occasione del Natale)
- Gëlatìna (gelatina di grasso di maiale)
- Iéttëlë' (strisce di zucca secche fritte con aglio, olio e peperoncino)
- Làgnë e cìcëri (tagliatelle e ceci)
- Làgnë e fasùli (tagliatelle e fagioli)
- Macchërunàri (pasta lunga fatta in casa, accompagnata solitamente da cauzunciéddri, cìc'ri o fasùli)
- Migliatiéddri (involtini di interiora di agnello; piatto solitamente preparato in occasione della Pasqua)
- Migliàzza (pizza da forno a base di farina di granturco)
- Pizza cu li vruòcculi (pizza di farina di mais e broccoli)
- Laganiéddri cu ru lattu (fettuccine o tagliolini al latte; piatto solitamente preparato in occasione dell'Ascensione)
- Taràddri (taralli)
- Tòrt’nu (cu ru frìttëlë) (pasta di pane con pezzetti di grasso di maiale)
- Varòlë (caldarroste)

## Economia
Le maggiori attività economiche sono l'agricoltura, l'allevamento di bestiame e la produzione di formaggio.

## Infrastrutture e trasporti

### Strade
- L'arteria più importante che serve Guardia Lombardi è la Strada statale 303 del Formicoso, che collega Mirabella Eclano alla Puglia e alla Basilicata.
- Strada statale 425 di Sant'Angelo dei Lombardi, utilizzata per raggiungere Lioni e l'Ofantina Bis.
- Strada provinciale 281 della Valle Ufita: collega Guardia ai comuni della Baronia e ai caselli autostradali della A16 di Grottaminarda e Vallata.

## Amministrazione

### Sindaci
| Periodo | Periodo   | Primo cittadino           | Partito                        | Carica                  | Note |
| ------- | --------- | ------------------------- | ------------------------------ | ----------------------- | ---- |
| 1997    | 2001      | Giovanni Giordano         | centro-sinistra                | Sindaco                 |      |
| 2001    | 2006      | Raffaele Di Matteo        | lista civica                   | Sindaco                 |      |
| 2006    | 2011      | Vito Iuni                 | centro-sinistra                | Sindaco                 |      |
| 2011    | 2015      | Michele Di Biasi          | lista civica Guardia nel cuore | Sindaco                 |      |
| 2015    | 2016      | Caterina Boniello         | lista civica Guardia nel cuore | Vicesindaco reggente    |      |
| 2016    | 2021      | Antonio Gentile           | lista civica Uniti per Guardia | Sindaco                 |      |
| 2021    | 2025      | Francescantonio Siconolfi | lista civica Guardia futura    | Sindaco                 |      |
| 2025    | in carica | Antonio Incollingo        | nessuno                        | Commissario prefettizio |      |

### Altre informazioni amministrative
Il comune fa parte della comunità montana Alta Irpinia.